# Alex Blake (bassiste)
Pour les articles homonymes, voir Alex Blake et Blake.
Alex Blake (Alejandro Blake Fearon Jr né le 21 décembre 1951 au Panama) est un bassiste et contrebassiste de jazz.
Il a joué en particulier avec Sonny Rollins, Stan Getz, Sun Ra, Freddie Hubbard, Lenny White, The Manhattan Transfer et Randy Weston.

## Biographie
Né au Panama, il est arrivé aux États-Unis à l'âge de 7 ans, et a grandi à Brooklyn. Il a commencé sa carrière de bassiste avec Sun Ra en 1970, et a fait partie du mouvement de jazz fusion à la fin des années 1970, avec en particulier ses collaborations avec Lenny White et Billy Cobham. Il a joué sur sept albums de The Manhattan Transfer entre 1983 et 1992, et a sorti un album avec son propre quintette en 2000.

## Discographie

### En tant que leader
- 2000: Now Is the Time: Live at the Knitting Factory (Bubble Core) The Alex Blake Quintet

### En tant que sideman
- Avec Randy Weston
  - 1991 : Spirits of Our Ancestors, (Verve Records)
  - 1995 : Saga, (Verve Records)
  - 1995 : Khepara (Verve Records)
  - 2003 : Spirit! The Power of Music (Sunnyside Records)
- avec Billy Cobham
  - 1974 : Shabazz (Atlantic Records)
  - 1974 : Total Eclipse (Atlantic Records)
  - 1975 : Funky Side of Things (Atlantic Records)
  - 2006 : Introducing Billy Cobham (WEA International)
- avec Sun Ra
  - 1970 : Black Myth/Out in Space (Mercury Records)
- avec Sonny Rollins
  - 1976 : The Way I Feel (Milestone Records/OJC)
- avec Lenny White
  - 1977 : Big City (Nemperor Records)
  - 1978 : The Adventures of Astral Pirates (Elektra Records)
- avec Dizzy Gillespie
  - 1987 : Endlessly (MCA Records)
- avec The Manhattan Transfer
  - 1983 : Bodies and Souls (Atlantic Records)
  - 1984 : Bop Doo-Wopp (Atlantic Records)
  - 1984 : Man-Tora! Live in Tokyo
  - 1985 : Vocalese (Atlantic Records)
  - 1987 : Manhattan Transfer Live: 1987
  - 1991 : The Offbeat of Avenues (Columbia Records)
  - 1992 : Anthology: Down in Birdland (Rhino Records)
- avec Stan Getz
  - 2001 : The Final Concert Recording
- avec Carmen McRae
  - 2004 : Live in Tokyo/Vocalese Live, Vol. 1 (Eagle Eye Media)